# Operation Dove
Operation Dove var under 2. verdenskrig et allieret svæveflysangreb, som en del af invasionen af Sydfrankrig (Operation Dragoon) den 15. august 1944. Over 300 WACO-svævefly transporterede 3.000 soldater og vigtigt udstyr til at forstærke faldskærmstropperne, der allerede var nedkastet.